# Liste der Monuments historiques in Saint-Brice (Seine-et-Marne)
Die Liste der Monuments historiques in Saint-Brice (Seine-et-Marne) führt die Monuments historiques in der französischen Gemeinde Saint-Brice auf.

## Liste der Bauwerke
| Bezeichnung    | Beschreibung | Standort | Kennzeichnung | Schutzstatus | Datum | Bild           |
| -------------- | ------------ | -------- | ------------- | ------------ | ----- | -------------- |
| Menhir du Parc | Neolithikum  | (Lage)   | PA00087267    | Inscrit      | 1945  | weitere Bilder |